# Torre Bismarck

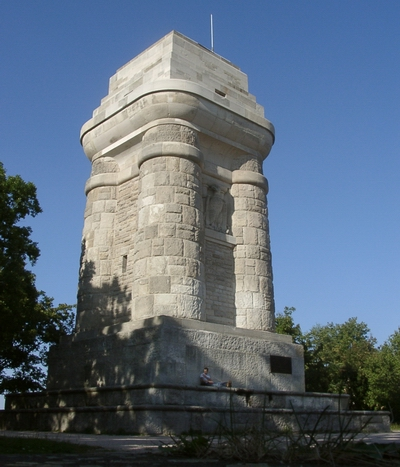
Torre Bismarck em Stuttgart

Torre Bismarck (em alemão, Bismarckturm) é um tipo de monumento alemão para homenagear Otto von Bismarck.

## História
A primeira torre foi construída na cidade de Göttingen (1895) para comemorar o aniversário de oitenta anos do então chanceler. Com ela, inaugurou-se um novo gênero de monumento que fora erigido em vários territórios alemães - hoje partes da França, Polônia, Rússia e também nas antigas colônias - propagando o culto a Bismarck.
Após 1900, foram organizadas competições da Associação de Estudantes Alemães com a apresentação de modelos de torres e posterior edificação das propostas vencedoras. Esses novos monumentos, de formato quadrático ou cônico, eram talhados em pedras e granito e exibiam uma grande pira no topo, a qual era acesa nos aniversários de Bismarck e da vitória em Sedan.